# Rotterdam Open 1991
Il Rotterdam Open 1991, conosciuto anche con il nome di ABN AMRO World Tennis Tournament 1991 pèr motivi di sponsorizzazione, è stato un torneo di tennis giocato sul sintetico indoor. È stata la 18ª edizione del Rotterdam Open, facente parte della categoria ATP World Series nell'ambito dell'ATP Tour 1991. Si è giocato all'Ahoy Rotterdam indoor sporting arena di Rotterdam in Olanda Meridionale, dal 25 febbraio al 3 marzo 1991.

## Campioni

### Singolare
Omar Camporese ha battuto in finale  Ivan Lendl con il punteggio di 3–6, 7–6(4), 7–6(4)

### Doppio
Patrick Galbraith /  Anders Järryd hanno battuto in finale  Steve DeVries /  David Macpherson con il punteggio di 7–6, 6–2